# Brachythele bentzieni
Brachythele bentzieni is een spinnensoort in de taxonomische indeling van de bruine klapdeurspinnen (Nemesiidae).
Brachythele bentzieni werd in 2007 beschreven door Zonstein.